# Рыбцы (Сумская область)
Рыбцы (укр. Рибці) — село,
Стецковский сельский совет,
Сумский район,
Сумская область,
Украина.
В некоторых документах село называют Рябцы.
Код КОАТУУ — 5924787105. Население по переписи 2001 года составляло 101 человек.

## Географическое положение
Село Рыбцы находится в 3-х км от рек Олешня и Псёл.
На расстоянии в 0,5 км расположено село Кирияковщина (Сумский городской совет).
По селу протекает пересыхающий ручей с запрудой.
Вокруг села большие массивы садовых участков.